# 発疹症
発疹症（ほっしんしょう、exanthem）は体表に広範囲に広がる発疹で、小児に好発し、発熱や倦怠感などの全身症状を伴う。通常ウイルスによって引き起こされるが、細菌や毒素、薬物、他の微生物、または自己免疫疾患が原因となることもある。

## 急性ウイルス性発疹症
急性ウイルス性発疹症は、ウイルス感染により全身に急性に発疹が出現する病態の総称である。

### 原因ウイルス
- EBウイルス
- サイトメガロウイルス
- 風疹ウイルス
- 麻疹ウイルス

### 原因疾患
- 風疹
- 麻疹
- 突発性発疹
- 伝染性単核球症

### 治療
多くのウイルスは治療薬がないため、補液や全身管理などで経過を見るしかないことが多い。

## 鑑別
発熱・発疹を起こす病気を症状から分類している。

### 急性の病気
突然の高熱（専ら38℃以上）と、発熱とほぼ同時または発熱の数日後に発疹が出現する病気。

#### 全身性の発疹
- 紅斑（平坦な、またはわずかに盛り上がった、紅い発疹）が主体のもの
  - 麻疹：3 - 4日間の発熱･咳･鼻汁のあと、顔･胴体から手足に向かって発疹が広がっていく。
  - 修飾麻疹：ワクチン接種後、または乳児の麻疹。麻疹より症状が軽い。発熱と同時に発疹が出ることもある。
  - 風疹：発熱と発疹の出現はほぼ同時。咳・鼻汁はあっても軽い。首の後ろのリンパ節が腫れるのが特徴。
  - 突発性発疹：3 - 4日間の高熱、解熱したあと全身に発疹が出現する。咳・鼻汁・下痢などが見られることもあるが軽い。
  - 川崎病：5日以上続く発熱、眼球結膜（いわゆる「白目」）の充血、唇や舌の発赤、手・足の発赤と腫れ、首のリンパ節の腫脹（痛い）、発疹（胴体・陰部に多いが手足にも）の6症状のうち5症状以上。
  - 多形性滲出性紅斑：発熱がないことも多い。全身に順次、波紋のように徐々に広がる紅斑が出現。最初にできたところから治ってくるので、紅斑の中心から白くなる。ウイルス、薬、一部食物に対してのアレルギーで起こる。
  - 日本紅斑熱・ツツガムシ病・発疹チフス：リケッチアという細菌をもったダニに刺されてから潜伏期間1 - 2週間をおいて、急に発疹と発熱を生じる。刺し口と血清抗体が診断のポイントである。
- 丘疹（盛り上がった小さな発疹。紅いことも紅くないこともある。「ぶつぶつ」している）または小水疱（小さな「水ぶくれ」）が主体のもの
  - 水痘：「水ぼうそう」のこと。発熱・咳に続いて、全身に丘疹が出現。丘疹→小水疱→痂皮（かさぶた）の順に順次変化していく。頭皮にも出現するのが特徴。
- 紫斑（ほぼ平坦な暗赤色、紫、黒褐色の発疹。透明なガラス板などで圧迫しても、色がひかない。皮下の出血による）が主体のもの
  - 溶血性尿毒症症候群：腸管出血性大腸菌（O157など）感染症の重篤な合併症。
  - 血栓性血小板減少性紫斑病：単独で起こる病気では通常なく、他の重症な病気の経過中に発症する。
  - 特発性血小板減少性紫斑病急性増悪：特発性血小板減少性紫斑病（ITP）の経過中、かぜなどの発熱の際に急激に血小板数が減少して紫斑が出現することがある。感染を契機に発症したITPの場合、発疹を伴う発熱性の病気に見えることがある。
  - 血管性紫斑病：血管性紫斑病自体で発熱するわけではないが、発熱性の感染症を契機に発症・再燃することがしばしばある。

#### 限局性の発疹（発疹の場所に特徴があるもの）
- 伝染性紅斑：いわゆる「リンゴ病」。数日の発熱・咳などのあと、顔面（主に頬）の紅斑と、腕・足のレース状の紅斑が出現。
- 手足口病：発熱に伴い、手のひら、足の裏や付け根（臀部）などに丘疹ないし小水疱が出現。口内炎も伴う。
- 単純ヘルペス：初感染では発熱することもある。別の病気での発熱にヘルペスが合併することもしばしばある。

### ウイルス性発疹疾患の鑑別
特に頻度が多いウイルス性発疹疾患についてまとめておく。これらに関しては、(1)発熱と発疹の出現時期、(2)発疹の性状、(3)合併症によって分類をしておくと非常に便利である。
- 発熱と発疹の出現時期
  - 二峰性発熱と発疹：麻疹
  - 発熱と同時に発疹：風疹、水痘
  - 解熱してから発疹：突発性発疹
- 発疹の出現部位と性状
  - 頚部、鮮紅色、融合あり：麻疹
  - 顔面、淡紅色、融合なし：風疹
  - 頬部、鮮紅色、蝶形：伝染性紅斑
  - 躯幹、丘疹から水泡へ変化：水痘
- 合併症
  - 麻疹：中耳炎、亜急性硬化性全脳炎
  - 風疹：血小板減少性紫斑病
  - 突発性発疹：熱性けいれん
  - 伝染性紅斑：溶血性貧血
  - 流行性耳下腺炎：髄膜炎、難聴
  - 単純ヘルベス：ヘルペス脳炎

### 亜急性・慢性の病気
症状の経過が長期（2週間以上が目安）にわたるもの。微熱が続くものや、一日の中で体温の変動が激しい病気が多く、ずっと体温39℃が続く、という経過は比較的少ない。発疹は、発熱から数日以上（場合によっては数週間）遅れて出現することもある。
- 全身性エリテマトーデス
- 結節性紅斑
- 成人スティル病
- 若年性特発性関節炎全身型
- ベーチェット病